# حوزه انتخابیه چهاردهم ایلینوی
حوزه انتخابیه چهاردهم ایلی‌نوی یک حوزه انتخابیه مجلس نمایندگان آمریکا است که در ایالت ایلی‌نوی قرار دارد.